# Stazione di Castelfiorentino
La stazione di Castelfiorentino si trova sulla riva destra del fiume Elsa, in via Ridolfi 14, al centro del paese ed al km 16,3 della Ferrovia Centrale Toscana.
La stazione è dotata di sottopassaggio e due binari; sul primo transitano i treni in direzione Siena, sul secondo quelli in direzione Firenze. L'edificio della stazione, a differenza di molti altri della linea Firenze-Siena, è rimasto pressoché identico rispetto all'epoca in cui la stazione è stata costruita, a metà ottocento. La stazione è degna di nota poiché, oltre ad essere rimasta abbastanza intatta nonostante le guerre e le alluvioni (come quella che nel 1966 la sommerse, data la vicinanza del fiume, di parecchi metri di acqua limacciosa), vi sostò Pio IX durante una visita pastorale in Toscana, come esplicitamente riportato dall'epigrafe all'uscita della stazione.
Nelle vicinanze della stazione vi è un ampio parcheggio a pagamento.
Dal 2017 al 1° piano della stazione c'è la sede della Protezione Civile di Castelfiorentino. Prociv Arci

## Servizi
La stazione dispone di:
- Biglietteria self-service
- Parcheggio di scambio
- Fermata autolinee Sita
- Sottopassaggio
- Servizi igienici
- Annuncio sonoro arrivo e partenza treni
- Stazione video sorvegliata
- Edicola limitrofa (Fuori dalla Stazione)